# Elizabeth Farren
Elizabeth Farren (Londres, c. 1759/62-a prop de Liverpool, 1829) fou una actriu anglesa de finals del segle xviii. Va començar a actuar a l'escenari amb els seus pares. Quan son pare va morir el 1770, Elizabeth i la seva mare es van guanyar la vida en teatres provincials. El seu debut a Londres, el 1777, com Kate Hardcastle en She Stoops to Conquer, la va consolidar fermament com a actriu. Posteriorment, va actuar al famós Theatre Royal de Drury Lane. El seu gènere era la comèdia i el drama, en què es va especialitzar en retrats de dames refinades, entre les quals destaca Lady Teazle en The School for Scandal. Farren es va retirar de l'escenari el 1797 després del seu matrimoni amb Edward Smith-Stanley, catorzè comte de Derby.